# Julián Fernández
Julián Fernández, né le 30 janvier 2004 à Buenos Aires, est un footballeur argentin jouant au poste d'ailier au New York City FC en MLS.

## Biographie

### Parcours en club
Né à Villa Libertador, dans la Province de Buenos Aires, Julián Fernández effectue sa formation footballistique au Veles Sarsfield, qu'il rejoint dès l'âge de 5 ans,.
Le 20 février 2022, une année seulement après ses débuts en équipe reserve, Fernández fait ses débuts avec l'équipe première de Mauricio Pellegrino, lors d'un match face à l'Independiente en Copa de la Liga,. Il marque son premier but en professionnel le 1er mars 2022, après être entré en jeu lors d'une victoire 5-0 en Coupe nationale, contre Cipolletti,.
À l'été suivant le jeune joueur s'illustre notamment en Copa Libertadores, auteur d'un but lors de chacun des matchs de la double confrontation face au CA Talleres en quart de finale, à chaque fois en tant que remplaçant, qualifiant les siens pour le dernier carré,. 
Alors qu'il attire déjà les convoitises européennes à l'orée de sa carrière, le jeune joueur signe une extension de contrat avec le club portègne, alors qu'il s'apprête à disputer la demi-finale continentale face au CR Flamengo,.
Le 1er août 2023, Julián Fernández démarre sa première expérience à l'étranger lorsqu'il est transféré au New York City FC, franchise de Major League Soccer, où il signe un contrat jusqu'en 2027. Le montant de la transaction est estimé à cinq millions de dollars, à cela s'ajoutant un million et demi en bonus et 15% sur une future revente.

### Parcours en sélection
Convoqué en équipe de jeune avec l'Argentine dès les moins de 17 ans, Julián Fernández intègre l'équipe des moins de 20 ans de Javier Mascherano dès le printemps 2022.